# 河口镇 (霍邱县)
河口镇，是中华人民共和国安徽省六安市霍邱县下辖的一个乡镇级行政单位。

## 行政区划
河口镇下辖以下地区：
永安社区、河口村、艾井村、朱塔村、十三湾村、林桥村、柏树林村和高峰村。